# Дудулајце
Дудулајце је насеље у Србији у општини Мерошина у Нишавском округу. Према попису из 2022. било је 189 становника (према попису из 1991. било је 409 становника).

## Демографија
У насељу Дудулајце живи 297 пунолетних становника, а просечна старост становништва износи 44,8 година (45,0 код мушкараца и 44,5 код жена). У насељу има 136 домаћинстава, а просечан број чланова по домаћинству је 2,67.
Ово насеље је великим делом насељено Србима (према попису из 2002. године), а у последња три пописа, примећен је пад у броју становника.
|  |

| Демографија | Демографија | Демографија |
| Година      | Становника  | Становника  |
| ----------- | ----------- | ----------- |
| 1948.       | 599         |             |
| 1953.       | 626         |             |
| 1961.       | 664         |             |
| 1971.       | 572         |             |
| 1981.       | 499         |             |
| 1991.       | 409         | 407         |
| 2002.       | 363         | 365         |

| Етнички састав према попису из 2002.‍ | Етнички састав према попису из 2002.‍ | Етнички састав према попису из 2002.‍ | Етнички састав према попису из 2002.‍ | Етнички састав према попису из 2002.‍ |
| ------------------------------------ | ------------------------------------ | ------------------------------------ | ------------------------------------ | ------------------------------------ |
|                                      |                                      |                                      |                                      |                                      |
| Срби                                 | Срби                                 |                                      | 329                                  | 90,63%                               |
| Роми                                 | Роми                                 |                                      | 7                                    | 1,92%                                |
| Бугари                               | Бугари                               |                                      | 2                                    | 0,55%                                |
| Муслимани                            | Муслимани                            |                                      | 1                                    | 0,27%                                |
| непознато                            | непознато                            |                                      | 20                                   | 5,50%                                |

| Година пописа     | 1948. | 1953. | 1961. | 1971. | 1981. | 1991. | 2002. |
| ----------------- | ----- | ----- | ----- | ----- | ----- | ----- | ----- |
| Број домаћинстава | 99    | 102   | 122   | 131   | 132   | 123   | 136   |

| Број чланова      | 1  | 2  | 3  | 4  | 5 | 6 | 7 | 8 | 9 | 10 и више | Просек |
| ----------------- | -- | -- | -- | -- | - | - | - | - | - | --------- | ------ |
| Број домаћинстава | 34 | 45 | 23 | 17 | 7 | 6 | 3 | 0 | 0 | 1         | 2,67   |

| Пол    | Укупно | Неожењен/Неудата | Ожењен/Удата | Удовац/Удовица | Разведен/Разведена | Непознато |
| ------ | ------ | ---------------- | ------------ | -------------- | ------------------ | --------- |
| Мушки  | 154    | 29               | 109          | 15             | 0                  | 1         |
| Женски | 156    | 15               | 108          | 31             | 2                  | 0         |
| УКУПНО | 310    | 44               | 217          | 46             | 2                  | 1         |

| Пол    | Укупно                    | Пољопривреда, лов и шумарство | Рибарство                            | Вађење руде и камена | Прерађивачка индустрија       |
| ------ | ------------------------- | ----------------------------- | ------------------------------------ | -------------------- | ----------------------------- |
| Мушки  | 78                        | 25                            | 0                                    | 0                    | 23                            |
| Женски | 32                        | 22                            | 0                                    | 0                    | 4                             |
| УКУПНО | 110                       | 47                            | 0                                    | 0                    | 27                            |
| Пол    | Производња и снабдевање   | Грађевинарство                | Трговина                             | Хотели и ресторани   | Саобраћај, складиштење и везе |
| Мушки  | 0                         | 10                            | 1                                    | 0                    | 4                             |
| Женски | 0                         | 1                             | 2                                    | 1                    | 0                             |
| УКУПНО | 0                         | 11                            | 3                                    | 1                    | 4                             |
| Пол    | Финансијско посредовање   | Некретнине                    | Државна управа и одбрана             | Образовање           | Здравствени и социјални рад   |
| Мушки  | 1                         | 0                             | 8                                    | 1                    | 1                             |
| Женски | 0                         | 0                             | 0                                    | 1                    | 1                             |
| УКУПНО | 1                         | 0                             | 8                                    | 2                    | 2                             |
| Пол    | Остале услужне активности | Приватна домаћинства          | Екстериторијалне организације и тела | Непознато            | Непознато                     |
| Мушки  | 1                         | 0                             | 0                                    | 3                    | 3                             |
| Женски | 0                         | 0                             | 0                                    | 0                    | 0                             |
| УКУПНО | 1                         | 0                             | 0                                    | 3                    | 3                             |